# Primera División 1993 (Chili)
In 1993 werd het 61ste seizoen gespeeld van de Primera División. Colo-Colo werd kampioen. 

## Eindstand
| Plaats | Club                   | Wed. | W  | G  | V  | Saldo | Ptn. |
| ------ | ---------------------- | ---- | -- | -- | -- | ----- | ---- |
| 1      | Colo-Colo              | 30   | 17 | 10 | 3  | 50:21 | 44   |
| 2      | Cobreloa               | 30   | 14 | 12 | 4  | 51:38 | 40   |
| 3      | Universidad Católica   | 30   | 15 | 7  | 8  | 55:35 | 37'  |
| 4      | Universidad de Chile   | 30   | 13 | 9  | 8  | 45:25 | 35   |
| 5      | Unión Española         | 30   | 13 | 9  | 8  | 49:30 | 35   |
| 6      | Deportes Temuco        | 30   | 9  | 14 | 7  | 44:29 | 32   |
| 7      | O'Higgins              | 30   | 12 | 8  | 10 | 37:32 | 32   |
| 8      | Deportes Antofagasta   | 30   | 9  | 13 | 8  | 35:39 | 31   |
| 9      | Deportes La Serena     | 30   | 8  | 11 | 11 | 23:31 | 27   |
| 10     | Everton                | 30   | 8  | 11 | 11 | 29:41 | 27   |
| 11     | Provincial Osorno (P)  | 30   | 9  | 8  | 13 | 23:33 | 26   |
| 12     | Palestino              | 30   | 10 | 6  | 14 | 28:42 | 26   |
| 13     | Coquimbo Unido         | 30   | 7  | 11 | 12 | 30:41 | 25   |
| 14     | Deportes Melipilla (P) | 30   | 6  | 13 | 11 | 34:47 | 25   |
| 15     | Deportes Concepción    | 30   | 3  | 13 | 14 | 23:46 | 19   |
| 16     | Deportes Iquique (P)   | 30   | 7  | 5  | 18 | 31:58 | 19   |

|     | Kampioen, gekwalificeerd voor Copa Libertadores 1994 |
|     | Gekwalificeerd voor Pre-Libertadores                 |
|     | Degradatie-eindronde                                 |
|     | Degradatie                                           |
| (P) | Promovendus                                          |

### Degradatie-eindronde
| Plaats | Club               | Wed. | W | G | V | Saldo | Ptn. |
| ------ | ------------------ | ---- | - | - | - | ----- | ---- |
| 1      | Regional Atacama   | 3    | 1 | 2 | 0 | 4:1   | 4    |
| 2      | Coquimbo Unido     | 3    | 1 | 2 | 0 | 3:5   | 4    |
| 3      | Deportes Melipilla | 3    | 1 | 1 | 1 | 3:4   | 3    |
| 4      | Deportes Arica     | 3    | 0 | 1 | 2 | 4:8   | 1    |

|  | Volgend jaar in Primera División |
|  | Volgend jaar in Segunda División |

## Pre-Libertadores
| Deportes Temuco      | Universidad Católica | 1-1 | 1-0 | 2-1 |
| Universidad de Chile | Unión Española       | 3-0 | 0-1 | 3-1 |
| Cobreloa             | O'Higgins            | 1-2 | 3-1 | 4-3 |

Unión Española werd als vierde club opgevist omdat zij het hoogste eindigden in de competitie.
| Plaats | Club                 | Wed. | W | G | V | Saldo | Ptn. |
| ------ | -------------------- | ---- | - | - | - | ----- | ---- |
| 1      | Unión Española       | 3    | 2 | 1 | 0 | 2:0   | 5    |
| 2      | Universidad de Chile | 3    | 1 | 2 | 0 | 3:2   | 4    |
| 3      | Deportes Temuco      | 3    | 1 | 1 | 1 | 4:2   | 3    |
| 4      | Cobreloa             | 3    | 0 | 0 | 3 | 1:6   | 0    |

|  | Gekwalificeerd voor Copa Libertadores 1994 |